# مگنا اینترنشنال
مگنا اینترنشنال (به انگلیسی: Magna International) شرکت قطعه‌سازی کانادایی است، که در زمینه طراحی و تولید قطعات خودرو و کامیون فعالیت می‌کند.
شرکت مگنا در سال ۱۹۵۷ توسط فرانک استروناک تأسیس شد و اکنون بزرگترین تولیدکننده قطعات خودرو در آمریکای شمالی می‌باشد. این شرکت هم‌اکنون بزرگترین تأمین‌کننده قطعات موردنیاز شرکت‌های جنرال موتورز، فورد و کرایسلر است. اصلی‌ترین مشتریان مگنا در سطح بین‌المللی شرکت‌های فولکس‌واگن، ب ام و و تویوتا می‌باشند.
شمار کارکنان شرکت مگنا اینترنشنال بیش از ۱۱۹ هزار نفر است، که در ۳۱۳ کارخانه و ۸۸ مرکز فروش این شرکت، که در ۲۹ کشور مستقر می‌باشند، فعالیت می‌نمایند. دفتر مرکزی این شرکت در شهر آئورورا، انتاریو، کانادا قرار دارد و بخشی از سهام آن در بازار بورس تورنتو و بازار بورس نیویورک معامله می‌شود.